# Olszewka (przystanek kolejowy)
Olszewka – przystanek osobowy, a dawniej stacja kolejowa w Olszewce na linii kolejowej nr 35, w województwie mazowieckim, w Polsce. Przystanek kolejowy został zamknięty 9 czerwca 2001 roku, a ponownie otwarty 11 czerwca 2023 roku.